# InterLiga 2004
La InterLiga 2004 es la primera edición del torneo el cual reparte los dos boletos a los equipos mexicanos para la Copa Libertadores 2004.
El torneo fue ganado por el Santos que luego de empatar a 2 goles con el Atlas logró derrotar en tanda de penales (4:3) y así obtuvo el lugar de México 1, mientras que el América que derrotó en la Final 2 al Morelia (3:1) disputó el partido de recalificación ante el Atlas a partidos de ida y vuelta, y en ambos ganó por mismo marcador (2:1) con lo que logró calificar como México 2 a la Copa Libertadores 2004.

## Clasificación Final 2002-03
| Po. | Equipo      | Jj | Jg | Je | Jp | GF | GC | Dif | Pts |               |
| --- | ----------- | -- | -- | -- | -- | -- | -- | --- | --- | ------------- |
| 1   | Toluca      | 38 | 22 | 8  | 8  | 95 | 55 | 40  | 74  |               |
| 2   | América     | 38 | 21 | 9  | 8  | 63 | 34 | 29  | 72  |               |
| 3   | Morelia     | 38 | 19 | 10 | 9  | 69 | 43 | 26  | 67  |               |
| 4   | Atlante     | 38 | 16 | 11 | 11 | 70 | 59 | 11  | 59  |               |
| 5   | Guadalajara | 38 | 14 | 16 | 8  | 60 | 53 | 7   | 58  |               |
| 6   | Tigres UANL | 38 | 16 | 9  | 13 | 57 | 55 | 2   | 57  |               |
| 7   | Santos      | 38 | 16 | 8  | 14 | 60 | 52 | 8   | 56  |               |
| 8   | Monterrey   | 38 | 14 | 14 | 10 | 49 | 42 | 7   | 56  | Copa Concacaf |
| 9   | Atlas       | 38 | 15 | 9  | 14 | 57 | 51 | 6   | 54  |               |

### Equipos Calificados
Monterrey ocupó la posición número 8, por lo que tenía derecho a jugar en la InterLiga 2004, pero tuvo que asistir a la Copa de Campeones de la Concacaf 2004 por lo que su lugar fue tomado por el Atlas.
| Grupo A     |  | Grupo B |
| ----------- |  | ------- |
| Toluca      |  | América |
| Morelia     |  | Atlante |
| Guadalajara |  | Tigres  |
| Santos      |  | Atlas   |

| Toluca: 1.ª participación      | América: 1.ª participación |
| Morelia: 1.ª participación     | Atlante: 1.ª participación |
| Guadalajara: 1.ª participación | UANL: 1.ª participación    |
| Santos: 1.ª participación      | Atlas: 1.ª participación   |

## Sedes
| Sede                 | Estadio                | Capacidad | Fase            |
| -------------------- | ---------------------- | --------- | --------------- |
| Dallas, Texas        | Cotton Bowl            | 76,000    | Grupos          |
| México DF            | Estadio Azteca         | 114,600   | Recalificación  |
| Guadalajara, Jalisco | Estadio Jalisco        | 60,000    | Recalificación  |
| Carson, California   | Home Depot Center      | 27,000    | Grupos, Finales |
| Houston, Texas       | Reliant Stadium        | 69,500    | Grupos          |
| San José, California | Spartan Stadium        | 30,578    | Grupos          |
| Stockton, California | Stagg Memorial Stadium | 28,000    | Grupos          |

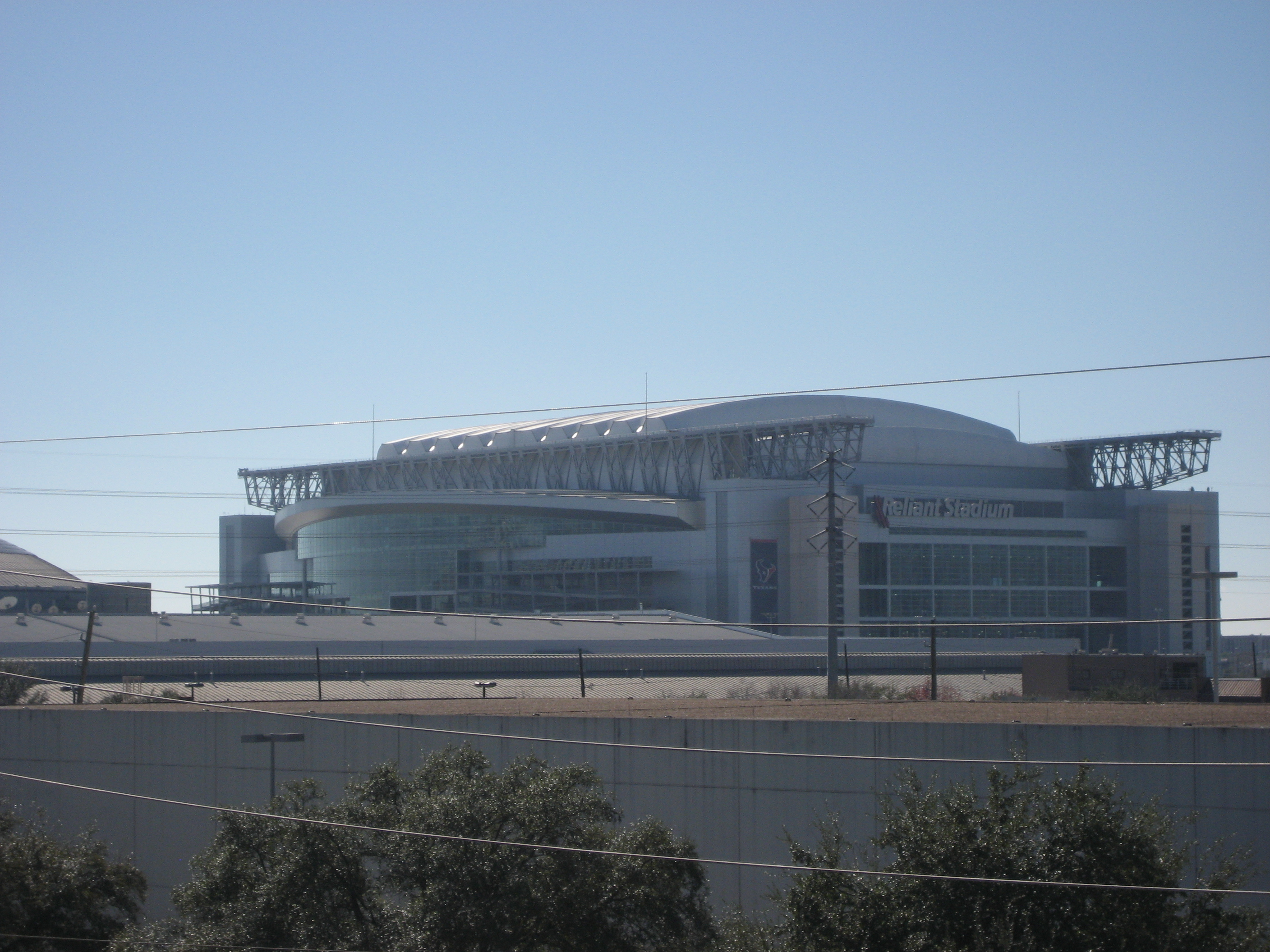
Reliant Stadium
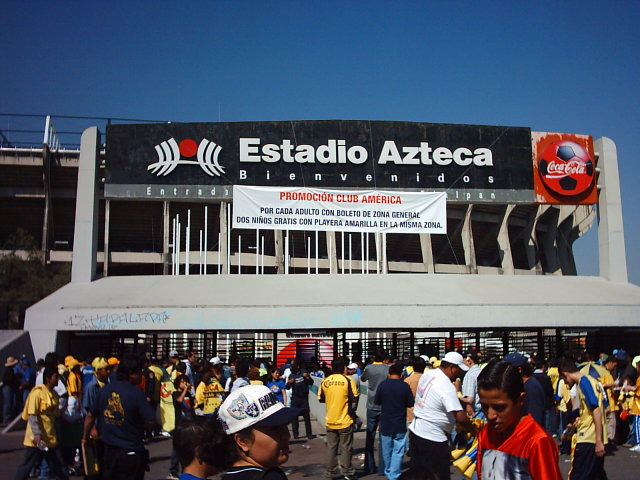
Estadio Azteca

## Árbitros
| - Alex Prus - Ali Saheli - Gilberto Alcala - Jorge Eduardo Gasso - Kevin Terry | - Kevin Stott - Michael Kennedy - Terry Vaughn - Ricardo Valenzuela - Stewart Scott |

## Resultados

### Grupo 'A'
| Pos. | Equipo      | Pts. | PJ | G | E | P | GF | GC | Dif. | Clasificación        |
| ---- | ----------- | ---- | -- | - | - | - | -- | -- | ---- | -------------------- |
| 1    | Santos      | 6    | 3  | 2 | 0 | 1 | 6  | 5  | +1   | Clasifica a la final |
| 2    | Morelia     | 6    | 3  | 2 | 0 | 1 | 5  | 4  | +1   | Clasifica a la final |
| 3    | Toluca      | 6    | 3  | 2 | 0 | 1 | 4  | 3  | +1   |                      |
| 4    | Guadalajara | 0    | 3  | 0 | 0 | 3 | 3  | 6  | −3   |                      |

Actualizado a los partidos jugados el 11 de enero de 2004.
 Fuente: [cita requerida]
Criterios de clasificación: Puntos · Diferencia de goles · Goles a favor · Play-off
| 4 de enero de 2004 17:30 h | Toluca                  | 1:0 (0:0) | Morelia              | Stagg Memorial Stadium, Stockton, California |                                      |
|                            | Abundis 67' · Zinha 85' |           | Álvarez 90' hasta 4' | Árbitro(s): Ricardo Valenzuela (USA)         | Árbitro(s): Ricardo Valenzuela (USA) |

| 4 de enero de 2004 20:00 h | Guadalajara                                  | 1:2 (1:1) | Santos                                         | Home Depot Center, Carson, California                           |                                                                 |
|                            | Bravo 1' · Carmona 82' · García 90' hasta 3' | Reporte   | Borgetti 3', 54' · Palmeros 40' · Arellano 53' | Asistencia: 27,000 espectadores Árbitro(s): Stewart Scott (USA) | Asistencia: 27,000 espectadores Árbitro(s): Stewart Scott (USA) |

| 9 de enero de 2004 20:00 h | Morelia                                                                            | 3:2 (1:1) | Santos                                                                 | Reliant Stadium, Houston, Texas |  |
|                            | Solano 18' · Pavón 26' · Trujillo 43' 50' · González 53' · Muñoz 59' · Álvarez 69' |           | Vuoso 39' · López 45' · Cariño 55' · Borgetti 60' (pen.) · Noriega 84' |                                 |  |

| 9 de enero de 2004 22:30 h | Guadalajara                             | 1:2 (0:2) | Toluca                               | Reliant Stadium, Houston, Texas   |                                   |
|                            | Bravo 72' · Palencia 73' · Bautista 84' |           | Lozano 20' · Zepeda 33' · García 68' | Árbitro(s): Michael Kennedy (USA) | Árbitro(s): Michael Kennedy (USA) |

| 11 de enero de 2004 18:30 h | Guadalajara             | 1:2 (1:2) | Morelia                                             | Cotton Bowl, Dallas, Texas  |                             |
|                             | Bravo 15' · Salcido 90' | Reporte   | Álvarez 29' · Palacios 36' · Pavón 39' · Franco 67' | Árbitro(s): Alex Prus (USA) | Árbitro(s): Alex Prus (USA) |

| 11 de enero de 2004 21:30 h | Toluca    | 1:2 (1:0) | Santos                                               | Cotton Bowl, Dallas, Texas    |                               |
|                             | Zepeda 6' |           | Arellano 52' · Rodríguez 57' · López 64' · Vuoso 88' | Árbitro(s): Kevin Terry (USA) | Árbitro(s): Kevin Terry (USA) |

### Grupo 'B'
| Pos. | Equipo  | Pts. | PJ | G | E | P | GF | GC | Dif. | Clasificación        |
| ---- | ------- | ---- | -- | - | - | - | -- | -- | ---- | -------------------- |
| 1    | Atlas   | 7    | 3  | 2 | 1 | 0 | 8  | 3  | +5   | Clasifica a la final |
| 2    | América | 5    | 3  | 1 | 2 | 0 | 6  | 5  | +1   | Clasifica a la final |
| 3    | Tigres  | 4    | 3  | 1 | 1 | 1 | 4  | 5  | −1   |                      |
| 4    | Atlante | 0    | 3  | 0 | 0 | 3 | 5  | 10 | −5   |                      |

Actualizado a los partidos jugados el 11 de enero de 2004.
 Fuente: [cita requerida]
Criterios de clasificación: Puntos · Diferencia de goles · Goles a favor · Play-off
| 4 de enero de 2004 15:00 h | Tigres UANL                                                                     | 0:2 (0:1) | Atlas                                                        | Stagg Memorial Stadium, Stockton, California |                              |
|                            | Palacios 16' · Sancho 28' · Silvera 31' · Rergis 59' · de Nigris 81' · Oteo 90' |           | Durán 39' 50' 74' 74' · Morales 72' · Pérez 78' · Corona 81' | Árbitro(s): Ali Saheli (USA)                 | Árbitro(s): Ali Saheli (USA) |

| 4 de enero de 2004 22:30 h | América                                                               | 3:2 (1:1) | Atlante                                               | Home Depot Center, Carson, California                             |                                                                   |
|                            | Ramírez 23' · Navia 37' 52' · Blanco 39' · Mendoza 61' · González 81' |           | Padilla 21' · Hernández 39' · González 69' · Arce 73' | Asistencia: 27,000 espectadores Árbitro(s): Michael Kennedy (USA) | Asistencia: 27,000 espectadores Árbitro(s): Michael Kennedy (USA) |

| 6 de enero de 2004 22:00 h | América                                    | 2:2 (0:1) | Atlas                                                                                     | Spartan Stadium, San José, California |                                      |
|                            | Salinas 28' · Blanco 76' · Navia 80' · 85' |           | Morales 1' · Espinoza 18' · García 22' 65' · Morales 68' · Valenzuela 75' 82' · Pérez 75' | Árbitro(s): Ricardo Valenzuela (USA)  | Árbitro(s): Ricardo Valenzuela (USA) |

| 7 de enero de 2004 00:30 h | Atlante                                                   | 2:3 (1:1) | Tigres UANL                                                                                 | Spartan Stadium, San José, California |                             |
|                            | Martel 11' · Cervantes 41' · González 81' 89' · Vilar 82' |           | González 29' (a.g.) · Balderas 40' · de Nigris 49' · Mendoza 54' · Silvera 86' · Ruiz 90+1' | Árbitro(s): Alex Cruz (USA)           | Árbitro(s): Alex Cruz (USA) |

| 11 de enero de 2004 14:00 h | Atlante                                            | 1:4 (1:3) | Atlas                               | Reliant Stadium, Houston, Texas |                                |
|                             | Pacheco 35' · González 57' · Martel 63' · Arce 89' |           | Pérez 10' 38' 53' 89' · Herrera 32' | Árbitro(s): Terry Vaughn (USA)  | Árbitro(s): Terry Vaughn (USA) |

| 11 de enero de 2004 16:30 h | América                | 1:1 (1:1) | Tigres UANL                                          | Reliant Stadium, Houston, Texas   |                                   |
|                             | Oviedo 11' · Villa 53' |           | Palacios 10' 27' · Briceño 37' · Gaitán 90' hasta 2' | Árbitro(s): Michael Kennedy (USA) | Árbitro(s): Michael Kennedy (USA) |

### Finales
| 14 de enero de 2004 21:00 h | Santos                                        | 2:2 (1:1) | Atlas                                                                                    | The Home Depot Center, Carson, California |                               |
|                             | Borgetti 38' (pen.) · Ruiz 60' · Palmeros 41' |           | Morales 23' 45' · Mendivil 27' · Torres 38' 41' 41' · Salazar 54' · Rodríguez 62' (a.g.) | Árbitro(s): Kevin Stott (USA)             | Árbitro(s): Kevin Stott (USA) |

| Tanda de penales |       |     |       |          |
| Borgetti         | Anotó | 1:1 | Anotó | Pérez    |
| Ruiz             | Anotó | 2:2 | Anotó | Salazar  |
| Peralta          | fallo | 2:3 | Anotó | Herrera  |
| Cariño           | Anotó | 3:3 | fallo | Pinheiro |
| Noriega          | Anotó | 4:3 | fallo | Morales  |

Santos

Campeón

| 14 de enero de 2004 23:30 h | Morelia                                | 1:3 (0:2) | América                                            | The Home Depot Center, Carson, California |                             |
|                             | Ramírez 43' · Solao 63' · Palacios 80' |           | González 23' · Blanco 33' · Navia 31' · Blanco 80' | Árbitro(s): Alex Prus (USA)               | Árbitro(s): Alex Prus (USA) |

| 21 de enero de 2004 | América                                                               | 2:1 (0:1) | Atlas                                                                  | Azteca, Ciudad de México              |                                       |
|                     | Navia 18' 65' 74' · Davino 56' · Villa 58' · Mendoza 69' · Castro 73' |           | Morales 10' · Torres 15' · Valenzuela 32' · Salazar 49' · De Pinho 84' | Árbitro(s): Jorge Eduardo Gasso (MEX) | Árbitro(s): Jorge Eduardo Gasso (MEX) |

| 28 de enero de 2004 | Atlas                                                                  | 1:2 (1:1) | América                                                  | Jalisco, Guadalajara, Jalisco     |                                   |
|                     | Salazar 8' · Morales 16' · Medina 60' 73' 73' · Pérez 67' · García 79' |           | Pardo 11' · Blanco 38' 90' · Mendoza 42' 87' · Ortíz 59' | Árbitro(s): Gilberto Alcalá (MEX) | Árbitro(s): Gilberto Alcalá (MEX) |

De los ganadores de las finales, el mejor ubicado toma el lugar de México 1, mientras que el perdedor de la Final 1 jugo una serie contra el ganador de la Final 2 para definir el México 2.

## Estadísticas
| Po. | Equipo      | Jj | Jg | Je | Jp | GF | GC | Dif | Pts |
| --- | ----------- | -- | -- | -- | -- | -- | -- | --- | --- |
| 1   | América     | 6  | 4  | 2  | 0  | 13 | 8  | 5   | 14  |
| 2   | Atlas       | 6  | 2  | 2  | 2  | 12 | 9  | 3   | 8   |
| 3   | Santos      | 4  | 2  | 1  | 1  | 8  | 7  | 1   | 7   |
| 4   | Toluca      | 3  | 2  | 0  | 1  | 4  | 3  | 1   | 6   |
| 5   | Morelia     | 4  | 2  | 0  | 2  | 6  | 7  | -1  | 6   |
| 6   | Tigres UANL | 3  | 1  | 1  | 1  | 4  | 5  | -1  | 4   |
| 7   | Guadalajara | 3  | 0  | 0  | 3  | 3  | 6  | -3  | 0   |
| 8   | Atlante     | 3  | 0  | 0  | 3  | 5  | 10 | -5  | 0   |

██ Calificados a la Copa Libertadores 2004.

## Goleadores y Porteros

### Goleadores
| 6 goles Reinaldo Navia - América 4 goles Jared Borgetti - Santos Manuel Pérez -Atlas Carlos María Morales - Atlas 3 goles Sebastián González - Atlante Cuauhtémoc Blanco - América 2 goles Ariel González - América Carlos Pavón - Morelia Miguel Ángel Zepeda - Toluca Omar Bravo - Guadalajara Damián Álvarez - Santos | 1 gol Rodrigo Ruiz - Santos Johan Rodríguez - Santos Uzziel Lozano - Toluca Jaime Durán - Atlas Aarón Padilla - Atlante José Mendoza - Tigres Daniel Herrera - Atlas Juan Pablo García - Atlas Jesús Palacios - Tigres Fernando Martel - Atlante José Manuel Abundis - Toluca Javier Saavedra - Tigres Adolfo Bautista - Guadalajara Eduardo Rergis - Tigres Vicente Matías Vuoso - Santos Roberto Palacios - Morelia Omar Trujillo - Morelia Héctor López - Santos Franky Oviedo - América Jesús Mendoza - América |

### Porteros
| Po. | Nombre             | Club         | Minutos | Goles | Promedio |
| --- | ------------------ | ------------ | ------- | ----- | -------- |
| 1   | Hernán Cristante   | Toluca       | 270     | 3     | 0.0111   |
| 2   | Adolfo Ríos        | Club América | 540     | 8     | 0.0148   |
| 3   | Gustavo Campagnulo | U Nuevo León | 270     | 5     | 0.0185   |
| 4   | Christian Luchetti | Santos       | 360     | 7     | 0.0194   |
| 5   | Moisés Muñoz       | Morelia      | 360     | 7     | 0.0194   |
| 6   | Antonio Pérez      | Atlas        | 454     | 9     | 0.0198   |
| 7   | Oswaldo Sánchez    | Guadalajara  | 270     | 6     | 0.0222   |
| 8   | Federico Vilar     | Atlante      | 180     | 6     | 0.0333   |
| 9   | Rafael Cuevas      | Atlante      | 90      | 4     | 0.0444   |

## Ofensiva y Defensiva
| Mejor Ofensiva | G  | P | GxP  |
| -------------- | -- | - | ---- |
| América        | 13 | 6 | 2.17 |
| Atlas          | 12 | 6 | 2.00 |
| Santos         | 8  | 4 | 2.00 |
| Morelia        | 6  | 4 | 1.50 |

| Mejor Defensiva | G | P | GxP  |
| --------------- | - | - | ---- |
| Toluca          | 3 | 3 | 1.00 |
| América         | 8 | 6 | 1.33 |
| Atlas           | 9 | 6 | 1.50 |
| U Nuevo León    | 5 | 3 | 1.67 |

## Juego Limpio
En el desarrollo del torneo se mostraron 83 tarjetas amarillas (5 por partido), así como 8 tarjetas rojas (1 cada 2 juegos).
Partido con:
- Mas tarjetas: 11 (U Nuevo León-Atlas).
- Mas tarjetas amarillas: 9 (U Nuevo León-Atlas y Atlas-América).
- Mas tarjetas rojas: 2 (U Nuevo León-Atlas).

| Equipo       |    | = Doble amarilla | Directa | Puntos | Juegos | Cociente |
| ------------ | -- | ---------------- | ------- | ------ | ------ | -------- |
| Morelia      | 9  | 0                | 0       | 9      | 4      | 2.25     |
| América      | 15 | 0                | 2       | 21     | 6      | 3.50     |
| Santos       | 9  | 0                | 1       | 12     | 4      | 4.00     |
| Atlas        | 22 | 1                | 3       | 33     | 6      | 5.50     |
| Toluca       | 3  | 0                | 0       | 3      | 3      | 1.00     |
| Guadalajara  | 5  | 0                | 0       | 5      | 3      | 1.67     |
| Atlante      | 8  | 0                | 0       | 8      | 3      | 2.67     |
| U Nuevo León | 11 | 0                | 1       | 14     | 3      | 4.67     |